# Chuansha
Chuansha (chiń. 川沙站) – stacja metra w Szanghaju, na linii 2. Zlokalizowana jest pomiędzy stacjami Huaxia Dong Lu oraz Lingkong Lu. Została otwarta 8 kwietnia 2010.